# Аллостатин (аллоферон)
Аллостатин — синтетический пептид, проявляющий селективную активность в отношении натуральных киллеров человека. Аллостатин был изобретен в 2003 доктором биологических наук С.И. Чернышом (СПбГУ) путем гибридизации структуры аллоферона и CDR3 региона иммуноглобулина человека.
Аллостатин состоит из 13 аминокислот (HGVSGWGQHGTHG) и включает домен (SGWGQ—GT) общий с участком CDR3 иммуноглобулинов млекопитающих, которого нет в природном аллофероне. Показано, что такое изменение структуры пептида усиливает распознавание цитотоксическими клетками слабых антигенов.